# Isabelle Arnould
Isabelle Arnould, née le 6 décembre 1970 à Liège, est une ancienne nageuse belge.
Sa nage favorite est la nage libre. Elle a établi plusieurs records de Belgique en nage libre, en petit et en grand bassin.
Elle a remporté 2 médailles à l'Universiade d'été de 1993, une 1 médaille d'argent en 1500 m nage libre et une médaille de bronze en 400 m nage libre.

## Résultats internationaux

### Jeux olympiques
| Discipline       | Séoul 1988     | Séoul 1988    |
| ---------------- | -------------- | ------------- |
| 200 m nage libre | 18e            | 2 min 3 s 32  |
| 400 m nage libre | 6e (f)         | 4 min 11 s 73 |
| 800 m nage libre | 7e (f)         | 8 min 37 s 47 |
| 200 m papillon   | 24e            | 2 min 20 s 74 |
|                  | Barcelone 1992 |               |
| 200 m nage libre | 20e            | 2 min 4 s 06  |
| 400 m nage libre | 6e (f)         | 4 min 13 s 75 |
| 800 m nage libre | 8e (f)         | 8 min 41 s 86 |

### Universiades
| Discipline         | Buffalo 1993 | Buffalo 1993        |
| ------------------ | ------------ | ------------------- |
| 400 m nage libre   | 3e           | 4 min 19 s 18       |
| 800 m nage libre   | 6e           | 8 min 59 s 50       |
| 1 500 m nage libre | 2e           | 16 min 52 s 26 (RN) |

Légende
(df) : demi-finale, (f) : finale, (RN) : Record National